# جيمي ميدوز
جيمي ميدوز (بالإنجليزية: Jimmy Meadows)‏ هو مدرب كرة قدم ولاعب كرة قدم بريطاني في مركز نصف الجناح، ولد في 21 يوليو 1931 في بولتن في المملكة المتحدة، وتوفي في 1994 في Didsbury ‏ في المملكة المتحدة. شارك مع منتخب إنجلترا لكرة القدم. أما مع النوادي، فقد لعب مع مانشستر سيتي ونادي ساوثبورت.

## وصلات خارجية
- جيمي ميدوز على موقع قاعدة بيانات كرة القدم.إي يو (الإنجليزية)
- جيمي ميدوز على موقع ناشيونال فوتبول تيمز (الإنجليزية)
- جيمي ميدوز على موقع Soccerbase.com (مدرب) (الإنجليزية)